# العلاقات الجزائرية العراقية
العلاقات الجزائرية العراقية هي العلاقات الثنائية التي تجمع بين الجزائر والعراق.

## مقارنة بين البلدين
هذه مقارنة عامة ومرجعية للدولتين:
| وجه المقارنة                                              | الجزائر                      | العراق                       |
| --------------------------------------------------------- | ---------------------------- | ---------------------------- |
| المساحة (كم2)                                             | 2.38 مليون                   | 437.07 ألف                   |
| عدد السكان (نسمة)                                         | 38.81 مليون                  | 38.27 مليون                  |
| الكثافة السكانية (ن./كم²)                                 | 16.31                        | 87.56                        |
| العاصمة                                                   | الجزائر                      | بغداد                        |
| اللغة الرسمية                                             | اللغة العربية، لغات أمازيغية | اللغة العربية، اللغة الكردية |
| العملة                                                    | دينار جزائري                 | دينار عراقي                  |
| الناتج المحلي الإجمالي (بليون دولار)                      | 170.37 مليار                 | 197.72 مليار                 |
| الناتج المحلي الإجمالي (تعادل القوة الشرائية) بليون دولار | 582.63 مليار                 | 560.73 مليار                 |
| الناتج المحلي الإجمالي الاسمي للفرد دولار أمريكي          | 4.21 ألف                     | 4.94 ألف                     |
| الناتج المحلي الإجمالي للفرد دولار أمريكي                 | 14.19 ألف                    | 15.06 ألف                    |
| مؤشر التنمية البشرية                                      | 0.745                        | 0.654                        |
| رمز المكالمات الدولي                                      | +213                         | +964                         |
| رمز الإنترنت                                              | .dz                          | .iq                          |
| المنطقة الزمنية                                           | ت ع م+01:00                  | ت ع م+03:00، ت ع م+04:00     |

## منظمات دولية مشتركة
يشترك البلدان في عضوية مجموعة من المنظمات الدولية، منها:
| علم المنظمة | اسم المنظمة                                 | تاريخ انضمام الجزائر | تاريخ انضمام العراق |
| ----------- | ------------------------------------------- | -------------------- | ------------------- |
|             | الصندوق العربي للإنماء الاقتصادي والاجتماعي | ?                    | ?                   |
|             | مؤسسة التنمية الدولية                       | 26 سبتمبر 1963       | 29 ديسمبر 1960      |
|             | يونسكو                                      | 15 أكتوبر 1962       | 21 أكتوبر 1948      |
|             | وكالة ضمان الاستثمار متعدد الأطراف          | 4 يونيو 1996         | 6 أكتوبر 2008       |
|             | الأمم المتحدة                               | 8 أكتوبر 1962        | 21 ديسمبر 1945      |
|             | الاتحاد البريدي العالمي                     | ?                    | ?                   |
|             | جامعة الدول العربية                         | 16 أغسطس 1962        | 22 مارس 1945        |
|             | البنك الدولي للإنشاء والتعمير               | 26 سبتمبر 1963       | 27 ديسمبر 1945      |
|             | صندوق النقد العربي                          | ?                    | ?                   |
|             | المصرف العربي للتنمية الاقتصادية في أفريقيا | ?                    | ?                   |
|             | منظمة التعاون الإسلامي                      | ?                    | ?                   |
|             | منظمة حظر الأسلحة الكيميائية                | ?                    | ?                   |
|             | مؤسسة التمويل الدولية                       | 23 سبتمبر 1990       | 27 ديسمبر 1956      |
|             | الاتحاد الدولي للاتصالات                    | 3 مايو 1963          | 12 نوفمبر 1928      |
|             | منظمة الشرطة الجنائية الدولية               | ?                    | ?                   |

## أعلام
هذه قائمة لبعض الشخصيات التي تربطها علاقات بالبلدين:
- حردان التكريتي (وزير دفاع عراقي سابق، 1925 – 30 مارس 1971)

## وصلات خارجية
- موقع وزارة الخارجية الجزائرية
- موقع وزارة الخارجية العراقية